# ビタリ・メレンチェフ
ヴィタリー・クリゴリエヴィチ・メレンチェフ（Вита́лий Григо́рьевич Меле́нтьев、ラテン翻字例：Vitaliy Grigor'yevich Melent'yev、1916年8月7日 - 1984年）はソビエト連邦（現：ロシア）の小説家。

## 経歴
サンクトペテルブルク生まれ。ロシア革命の後、両親（父は技師、母は教師）は彼を連れてタガンログに移った。ヴィタリーは14歳のときタガンログで金属を扱う工員となり、その後アゾフ海で蒸気船に乗り組み、ノヴォロシースクでは荷運び人、バトゥミでは新聞配達員として働いた。1937年に徴兵され、冬戦争で戦った。独ソ戦争では従軍記者として働いた。戦後は沿海地方および外バイカル地方で勤務した。
1953年、メレンチェフは除隊してイヴァノヴォ州イヴァノヴォ市に落ち着いた。彼はここで最初のサイエンス・フィクション『宇宙紀元ゼロ年』（«33 марта»）を書いた。賛否両論あったが、多勢の意見はこの作品を「児童・生徒の心とよく調和したサイエンス・フィクション」と認めるものであった。その後メレンチェフは続きを書いて «Голубые люди Розовой земли» (1966) と «Черный свет» (1970) とで «33 марта» 三部作を完成させた。
他の作品には同じく児童向けSFの «Обыкновенная Мёмба» (1978) 、軍事ものの «Фронтовичка» (1964) や «Варшавка» (1982) などがある。

## 作品リスト

### SF
- 33 марта. 2005 год (1957)
  - 『宇宙紀元ゼロ年』北野純訳、岩崎書店（1961年：依光隆画、71年・86年：岩淵慶造画）
- Голубые люди Розовой Земли (1966)
- Чёрный свет (1970)
- Обыкновенная Мёмба [1978]

### 軍事冒険小説
- Иероглифы Сихотэ-Алиня
- Фронтовичка (1964)
- Варшавка (1982)

### 探偵小説
- Сухая ветка сирени